# Lastaurina ardens
Lastaurina ardens är en tvåvingeart som först beskrevs av Christian Rudolph Wilhelm Wiedemann 1828.  Lastaurina ardens ingår i släktet Lastaurina och familjen rovflugor. Inga underarter finns listade i Catalogue of Life.